# Zeina
Wessam Reda Ismail Morsi, mais conhecida como Zeina (em árabe: زينة; Cairo, 4 de fevereiro de 1977), é uma actriz e modelo egípcia.

## Carreira
Zeina Começou a sua carreira como modelo, aparecendo em clips de vídeo, utilizando o seu nome real, Wesam. Mais tarde, foi escolhida pelo director Daoud Abdel Sayed para interpretar o papel de Hanna em Ard El kof (Terra de Medo), a sua estreia como actriz. Também trabalhou como apresentadora de rádio num dos canais da Arab Radio and Television, onde  apresentou alguns programas de variedades. Depois da sua entrada no mundo da actuação, escolheu o nome artístico de "Zeina". Tem sido chamada a Sophia Loren árabe pelo director Youssef Chahine após a ver no seu filme Montaha El Laza (Alegrias). Obteve o título de melhor actriz em 2005 e 2006 e ganhou outro prémio na categoria de melhor actuação pelo seu papel na série Hdrat El Motaham Aby (Meu Pai o arguido).
O actor Ahmed Zaki referiu-se a ela comparando-a com Penélope Cruz, realçando as suas semelhanças com a actriz espanhola. Zeina participou numa grande variedade de trabalhos cinematográficos, como El Haya fe Montaha el Laza (Alegrias de vida), Sayed El Atefy (Senhor das emoções), El Sahabh (Fantasma), El gezyra (Ilha), 90 Minutes, Puskas, Trapezoid, Capitão Hima e Seven Albermbp, entre outros.

## Vida pessoal

### Problemas legais
Em janeiro de 2008 um tribunal sentenciou Zeina a passar dois meses em prisão e a pagar uma multa de mil libras por abuso verbal contra um agente de trânsito enquanto este a multava. Obteve uma absolvição da Corte de Apelações, em abril do mesmo ano, para provar a fraude e a falsificação de registros por parte do servidor público.

### Casal
Zeina teve gémeos em outubro 2013, assegurando que o pai era o actor Ahmed Ezz. No entanto, Ezz negou o facto e pediu para realizar uma prova de ADN para verificar as suas reclamações. Em 2015, um tribunal de família do Cairo decidiu a favor de que Zeina registasse os meninos, já que em última instância Ezz se negou a realizar a prova de ADN. Mais tarde, o tribunal de delitos menores da cidade de Nasr sentenciou Ezz a três anos de prisão e impôs-lhe uma multa de quinze mil libras egípcias por difamação e calúnia contra a actriz Zeina.

## Filmografia

### Cinema
| Ano  | Título                     | Papel   |
| ---- | -------------------------- | ------- |
| 1999 | Ard El kof                 | Hana    |
| 2005 | El Hayah Montaha El -lazza |         |
| 2005 | Sayed El Atefy             | Gehan   |
| 2007 | El Shabah                  | Ahlam   |
| 2007 | Alo Gezera                 | Fayka   |
| 2008 | Boshkash                   | Hania   |
| 2008 | Shebh Monharef             |         |
| 2008 | Captin Hima                | Mariam  |
| 2009 | Wahed Sefr                 | Nadia   |
| 2010 | Bentein men misr           | Hanan   |
| 2010 | El Kobar                   | Heba    |
| 2010 | Bolbol Hayran              | Yasmine |
| 2012 | Ao Maslaha                 | Shadia  |

### Televisão
- Le a3la se3r
- Afaryt el-Sayala
- Hadret El Mottaham Abi
- Ali Ya Wika
- Layali